# (300222) 2006 XF6
(300222) 2006 XF6 es un asteroide perteneciente al cinturón de asteroides, región del sistema solar que se encuentra entre las órbitas de Marte y Júpiter, descubierto el 8 de diciembre de 2006 por el equipo del Near Earth Asteroid Tracking desde el Observatorio del Monte Palomar, Estados Unidos.

## Designación y nombre
Designado provisionalmente como 2006 XF6.

## Características orbitales
2006 XF6 está situado a una distancia media del Sol de 3,038 ua, pudiendo alejarse hasta 3,792 ua y acercarse hasta 2,283 ua. Su excentricidad es 0,248 y la inclinación orbital 11,43 grados. Emplea 1934,26 días en completar una órbita alrededor del Sol.

## Características físicas
La magnitud absoluta de 2006 XF6 es 15,8. Tiene 5,013 km de diámetro y su albedo se estima en 0,03. 